# Кекропс (син Ерехтея)
Кекропс II (грец. Κέκρωψ Β') — персонаж давньогрецької міфології, цар Афін. Син Ерехтея і Праксіфеї.
Ксуф під час суперечки синів Ерехтея через владу над Аттикою обрав царем Кекропса . Дружиною Кекропса була Метіадуса, дочка Евпалама, яка народила Пандіона II .
За переказом, Кекропс II присвятив зображення Гермеса з дерева в храм Афіни Поліади . Пізніше переселився в Евбею . Його змінив Пандіон II.